# Sport Club Marsala 1947-1948
Questa pagina raccoglie i dati riguardanti lo Sport Club Marsala nelle competizioni ufficiali della stagione 1947-1948.

## Stagione
Nella stagione 1947-1948 il Marsala disputò il campionato di Serie C, raggiungendo l'8º posto.

## Divise
I colori sociali del Marsala sono l'azzurro ed il bianco.
| Casa | Trasferta |

## Rosa
| N. |                   | Ruolo | Calciatore         |
| -- | ----------------- | ----- | ------------------ |
| 1  | Italia (bandiera) | P     | Gino Gardassanich  |
|    | Italia (bandiera) | D     | Rubino             |
|    | Italia (bandiera) | D     | Lazzara            |
|    | Italia (bandiera) | C     | Roberto Oselladore |
|    | Italia (bandiera) | D     | Bozzer             |
|    | Italia (bandiera) | D     | Langiu             |

| N. |                   | Ruolo | Calciatore    |
| -- | ----------------- | ----- | ------------- |
|    | Italia (bandiera) | A     | Velcich       |
|    | Italia (bandiera) | C     | Pipitone      |
|    | Italia (bandiera) | C     | Mario Galassi |
|    | Italia (bandiera) | A     | Riccobono     |
|    | Italia (bandiera) | A     | Chiepolo      |
|    | Italia (bandiera) | C     | Lombardo      |